# Ian Edwards
Pour les articles homonymes, voir Edwards.
Ian Edwards, né le 30 janvier 1955 à Rossett (Pays de Galles), est un footballeur gallois, qui évoluait au poste d'attaquant à Chester City et en équipe du Pays de Galles.
Edwards a marqué quatre buts lors de ses quatre sélections avec l'équipe du Pays de Galles entre 1977 et 1980.

## Carrière de joueur
- 1971-1973 : Rhyl FC
- 1973-1976 : West Bromwich Albion
- 1976-1979 : Chester City
- 1979-1982 : Wrexham
- 1982-1983 : Crystal Palace

## Palmarès

### En équipe nationale
- 4 sélections et 4 buts avec l'équipe du Pays de Galles entre 1977 et 1980.

### Avec Chester
- Vainqueur de la Debenhams Cup en 1977.

## Carrière d'entraîneur
- 1994-1995 : Porthmadog FC